# Planeta sem núcleo
O planeta sem núcleo é um tipo teórico de planeta terrestre que sofreu uma diferenciação planetária, mas, no entanto, não tem um núcleo metálico, isto é, o planeta é, na verdade, um manto de rocha gigante.

## Origem
De acordo com um documento a partir de 2008 Sara Seager e Linda Elkins-Tanton, provavelmente há duas maneiras de que um planeta sem núcleo pode se formar. 
No primeiro, o planeta se acumula a partir de material rico em água, totalmente oxidado, semelhante ao condrito, onde todo o ferro metálico é ligado a cristais minerais de silicato. Tais planetas podem se formar em regiões mais frias, mais afastadas da estrela central.
No segundo, o planeta se acumula a partir de materiais ricos em água e ferro em metais. No entanto, o ferro metálico reage com a água para formar óxido de ferro e liberar hidrogênio antes da diferenciação de um núcleo de metal. Desde que as gotículas de ferro sejam bem misturadas e suficientemente pequenas (<1 centímetro), o resultado final previsto é que o ferro seja oxidado e preso no manto, incapaz de formar um núcleo.

## Campo magnético
O campo magnético da Terra resulta do seu núcleo metálico líquido, de acordo com a teoria do dínamo, mas nas super-terras a massa pode produzir altas pressões com grandes viscosidades e altas temperaturas de fusão, o que poderia impedir a separação dos interiores em diferentes camadas e resultar em indiferenciados mantos sem núcleo. O óxido de magnésio, que é rochoso na Terra, pode ser líquido às pressões e temperaturas encontradas nas super-terras e pode gerar um campo magnético nos mantos das super-terras.

## Características
Os tamanhos previstos de planetas sem núcleo e sem núcleo são semelhantes em alguns por cento, o que dificulta a interpretação da composição interior dos exoplanetas com base nas massas e raios planetários medidos.